# Ferdinand Rintelen
Ferdinand Klemens Otto Rintelen (geboren am 25. Oktober 1839 in Münster; gestorben am 2. Dezember 1930 in Bad Godesberg) war ein deutscher Landrat des Kreises Daun (1876–1881) und des Kreises Bernkastel (1881–1903).

## Leben
Der Katholik Ferdinand Rintelen war der Sohn des Rechtsanwalts und Notars Eduard Karl Hermann Rintelen und dessen Ehefrau Louise Rintelen, geborene Bundemann. Seinen ersten Unterricht gaben ihm Hauslehrer, bevor er den weiteren schulischen Unterricht auf einem Gymnasium in seiner Heimatstadt Münster nahm. 17-jährig trat er schließlich als Avantageur in das Infanterie-Regiment Nr. 13 ein. Aktiv nahm er als Offizier am Deutsch-Dänischen Krieg von 1864 und am Krieg gegen Österreich 1866 teil. „An einem hartnäckigen rheumatischen Rückenleiden kränkelnd“ bat er 1868 um seinen Abschied, sodass er als inaktiver Offizier während des Deutsch-Französischen Kriegs 1870/1871 keinen Militärdienst mehr leistete.
Nach seiner 12-jährigen Dienstzeit im preußischen Militär fand Rintelen im preußischen Verwaltungsdienst Verwendung. Hierbei wurde er zunächst ab dem 30. September 1869 als Amtmann in Sprockhövel eingesetzt und ab dem 12. Dezember 1874 in gleicher Stellung in Ibbenbüren. Mit der Umsetzung des bisherigen Dauner Landrats, Peter Eich, per Versetzungserlass vom 29. September 1876 und bei Dienstantritt zum 5. November nach Kleve erhielt Rintelen dann mit Erlass vom 28. November 1876 und zunächst kommissarisch seine Ernennung zum neuen Landrat des Kreises Daun in der Eifel. Ein Jahr darauf folgte mit Allerhöchster Kabinettsorder vom 12. Dezember 1877 seine Bestallung unter dem Vorbehalt der Prüfung.

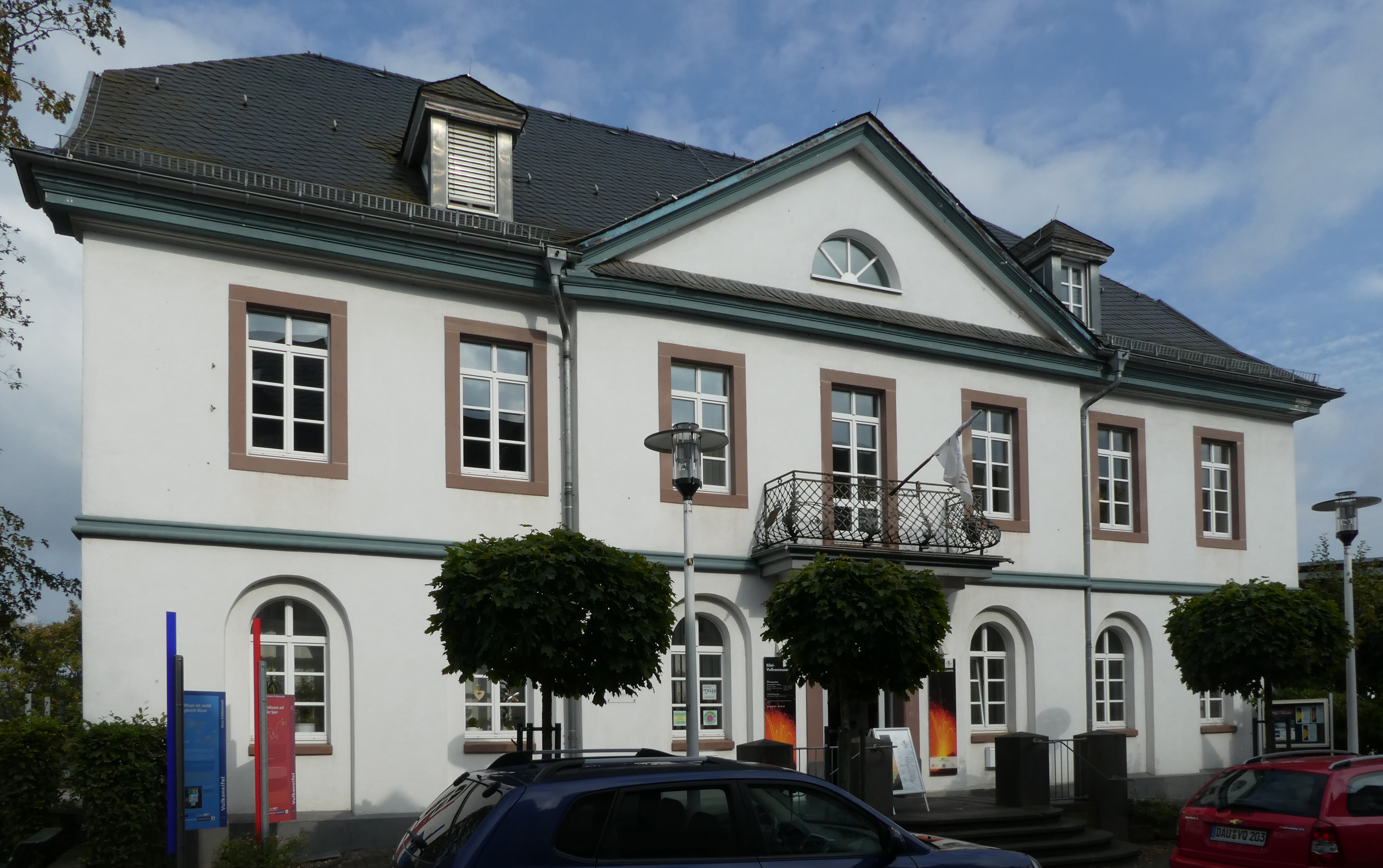
Ehem. Kreisverwaltung in Daun, Leopoldstr. 9 (2016)

Rintelen war nicht auf einem regulären Ausbildungsweg (juristisches oder kameralistisches Studium mit abschließender Staatsprüfung) auf diese Verwaltungsstellen gelangt und unterlag somit einer Prüfung zwecks Nachweis seiner Befähigung. Er gehörte neben August von Harlem (Kreis Prüm) zu den letzten Anwärtern auf Landratsstellen in der Rheinprovinz, die diesen Prüfungen noch unterzogen wurden. Dabei beharrte die vorgesetzte Behörde, die Königlich Preußische Regierung in Trier auf die Abnahme der Prüfung bei von Harlem und Rintelen, während der amtierende Oberpräsident der Rheinprovinz Moritz von Bardeleben darauf verwies, das in gleichgelagerten Fällen auch dispensiert worden sei. Letztlich entschied der preußische Innenminister in beiden Fällen mit Reskript vom 9. November 1877 grundsätzlich, das nur dann an allerhöchster Stelle ein Dispens erbeten werde, „wenn der von den wahlberechtigten Ständen für ein Landratsamt präsentierte Kandidat zu den angesehenen und einflußreichen Grundbesitzern des Kreises gehörte und bezüglich seiner praktischen Brauchbarkeit für die Stellung als Landrat keine Zweifel obwalten“. Dies traf bei von Harlem und Rintelen nicht zu. Weiter schrieb hierzu der Innenminister: „Da ihnen hiernach der persönliche Einfluß, welcher sich für die ansässigen Landratsamts-Candidaten aus ihrer Eigenschaft als Grundbesitzer des Kreises naturgemäß zu ergeben pflegt, nicht beiwohnt, wird um so mehr Wert darauf zu legen sein, daß in Ansehung ihrer formalen Qualifikation keine Bedenken obwalten“. Die Examen der Kandidaten erbrachten die wohl üblichen Ergebnisse, das die schriftlichen Probearbeiten durchaus verbesserungswürdig waren, die mündliche Prüfung und die bislang in der Praxis gezeigten Leistungen aber für die Kandidaten sprachen, so dass Rintelen nach Erfüllung der Auflage, aus der Bestallung von Dezember 1877, am 16. März 1878 die definitive Ernennung als Landrat in Daun zum 1. April 1878 erhielt.
Als Rintelen seinen Dienst in Daun antrat, befand sich der Kreis Daun an einem wirtschaftlichen Tiefpunkt. Größere Auswanderungswellen, eine schlechte medizinische Versorgung, die zur hohen Kindersterblichkeit beitrug, und die kaum zur Ernährung der Ortsansässigen reichende, von Ernteausfällen geprägte Landwirtschaft sowie die unzureichende  Verkehrsinfrastruktur trieben ihn während seiner fünfjährigen Amtszeit um. Dabei fiel die Entscheidung, auf welcher Trasse eine Eisenbahnverbindung von Gerolstein aus durch das Kreisgebiet gebaut werden sollte, erst nach seinem Abschied aus Daun.
Kaum drei Jahre nach seiner definitiven Einsetzung in Daun folgte Rintelen, nach Versetzung des bisherigen Landrats in Bernkastel, Friedrich von Kühlwetter, der im Juni 1881 nach Düsseldorf wechselte, diesem an dessen bisherigen Dienstort an der Mosel. Am 13. August 1881 kommissarisch ernannt, erhielt er am 17. Mai 1882 die definitive Ernennung als neuer Landrat des Kreis Bernkastel. Er blieb dort bis zu seiner Versetzung in den Ruhestand zum 1. Mai 1903 auf Nachsuchen und mit Dimissoriale vom 15. April. Rintelen erfreute sich augenfällig als guter Landrat, von bescheidenem auftreten im Kreis Bernkastel großer Beliebtheit. Als Landrat bemühte er sich auch dort im Besonderen um die Stärkung der Verkehrswege, vor allem und hier der Erschließung durch den Bau der Mosel- und der Hunsrückbahn. Letztere durchschnitt den Kreis Bernkastel in seinem Teil südlich der Mosel in Ost-West-Richtung, die Eröffnung der fraglichen Abschnitte erfolgten kurz vor bzw. nach seiner Pensionierung.

## Familie
Ferdinand von Rintelen heiratete am 20. September 1860 in Wesel die Protestantin Josephine von Lom (geboren am 7. März 1842 auf Gut Westervoort; gestorben am 14. Mai 1919 in Bad Godesberg), Tochter des Gutsbesitzers Albert von Lom und dessen Ehefrau Maria von Lom, geborene Visser. Die Kinder aus der Ehe Rintelen/von Lom wurden evangelisch erzogen. Während des Kulturkampfs sorgte die konfessionelle Mischehe des Ehepaares für Schwierigkeiten.

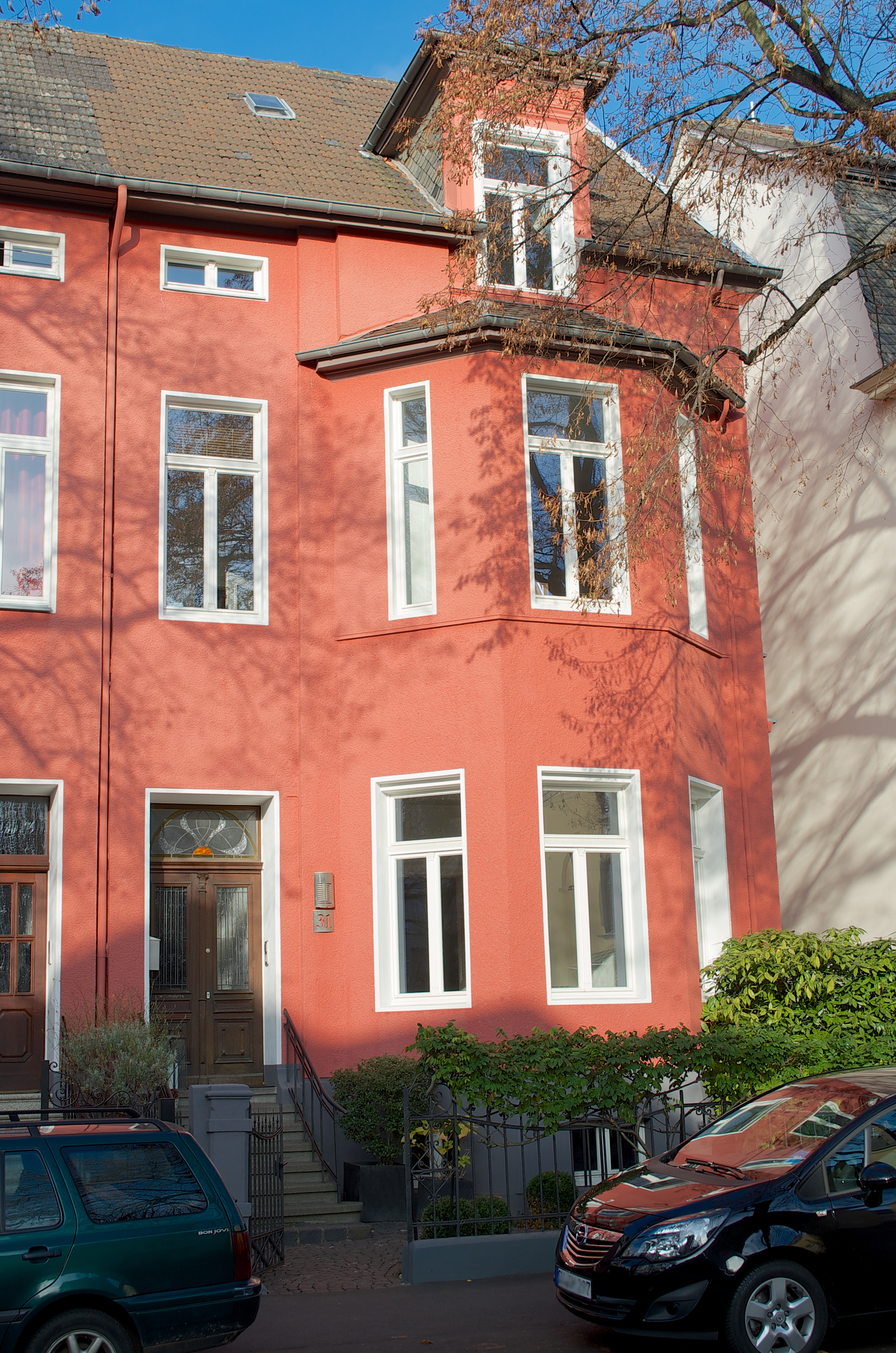
Bad Godesberg, Rüngsdorfer Str. 31 (2012)

Als Landrat im Ruhestand und mit dem Charakter als Geheimer Regierungsrat geehrt, starb Rinteln in Bad Godesberg, im Haus Rüngsdorfer Str. 31, wo die Eheleute ihre letzten Lebensjahre verbrachten.